# دنی ویلیامز (بوکسور)
دنی ویلیامز (انگلیسی: Danny Williams؛ زادهٔ ۱۳ ژوئیهٔ ۱۹۷۳) بوکسور اهل بریتانیا بود.